# Coupe de France féminine de cyclisme sur route 2002
Cet article traite uniquement de la compétition féminine. Pour les résultats de la compétition masculine, voir Coupe de France de cyclisme sur route 2002.
Navigation
Coupe de France 2001 Coupe de France 2003
La Coupe de France féminine de cyclisme sur route 2002  est la 3e édition de la Coupe de France féminine de cyclisme sur route. La victoire finale revient à la Française Aline Camboulives. 
Cette édition se déroule du 1er avril au 26 août 2002 et est composée de cinq épreuves dont la Ronde du Houblon qui s'est disputée sur deux étapes, soit une de plus que lors de la précédente édition.

## Résultats
| Dates      | Courses                           |  | Vainqueur        |
| 1er avril  | Ronde du Mont Pujols              |  | Virginie Moinard |
| 1er mai    | Trophée des grimpeurs féminin     |  | Miho Oki         |
| 7 juillet  | Ronde du Houblon                  |  | Jeannie Longo    |
| 27 juillet | Boucles Nontronnaises             |  | Lenka Ilavská    |
| 26 août    | Brest - Pont-de-Buis-les-Quimerch |  | Daniela Veronesi |

## Classement
|    | Coureur           | Pts. |
| -- | ----------------- | ---- |
| 1. | Aline Camboulives | 87   |
| 2. | Sophie Creux      | 79   |
| 3. | Sonia Huguet      | 77   |